# 1966 في اليونان
فيما يلي قوائم الأحداث التي وقعت خلال عام 1966 في اليونان.

## سياسة

### انتهاء فترة المنصب
- 22 ديسمبر – كونستانتين ميتسوتاكيس Minister of Coordination of Greece ‏.

## مواليد

### فبراير
- 1 فبراير – كيروس فاساراس حكم كرة قدم يوناني.
- 3 فبراير – كوستاس باتافوكاس لاعب كرة سلة يوناني.

### أبريل
- 4 أبريل – كريستوس تسكوس لاعب كرة سلة يوناني.

### يونيو
- 19 يونيو – ميخاليس رومانيديس لاعب كرة سلة يوناني.

### أغسطس
- 15 أغسطس – ديميتريس بابادوبولوس

### سبتمبر
- 1 سبتمبر – فرانك كلوباس[1]

## وفيات

### مارس
- 29 مارس – ستيليانوس جوناتيس (مواليد 1876) سياسي يوناني.[2]